# 嵐の素顔
「嵐の素顔」（あらしのすがお）は、工藤静香の通算7枚目のシングル。1989年5月3日にポニーキャニオンから発売された。

## 概要
表題曲「嵐の素顔」は、ファンクのサウンドを取り入れたダンサブルなロックナンバー。当時工藤の物真似が流行していた頃に、多くのタレントがこの曲の振り付けを取り入れてバラエティ番組等で披露していた。

### 振り付け
顔の横で手をLの字に動かす振り付けは一番と二番の間奏で行われ、当初は頭サビの後は違う振り付けがついていた。振り付けを担当したボビー吉野は、手で作った形を素早く組み合わせて踊る「タット」という動きを取り入れたという。後年、モノマネ等でその部分が取り上げられると、頭サビ後にいきなりするようになった。

### エピソード
日本テレビ系音楽番組『速報!歌の大辞テン』に出演した際、「男子高校生に道端で見つかると「あ、工藤だ!!」と言いながらその振付をされることがよくあった」というエピソードを披露した。数年後にもこの曲で大辞テンに出演した際には当時の工藤静香の髪型のエピソードも披露していた。
TBS系で放送されていた『世界ウルルン滞在記』に青木さやかが出演した際、ホームステイ先の家族の前でなぜか「嵐の素顔」を振り付きで披露していた。2007年5月19日に放送された、日本テレビ系の深夜番組『音楽戦士 MUSIC FIGHTER』に工藤が出演した際、司会の青木は「私、正直工藤さんとなら寝てもいいです」と冗談交じりに語った。

### 受容
Night Tempoがこの曲とファースト・アルバム『ミステリアス』収録のバラード曲「ワインひとくちの嘘」の2曲を取り上げてリミックスを施し、「工藤静香 - Night Tempo presents ザ・昭和グルーヴ」と題されたヴァージョンが2020年8月21日に配信リリースされた。

## リリース
1989年5月3日にポニーキャニオンから、EPレコード・CT・8cmCDの3形態で発売された。
本作発売前の4月1日から消費税が導入されたことにより、価格表示が「税込定価￥○○○（税抜価格￥○○○）」と改められた。

## 収録曲
- 全作曲・編曲: 後藤次利

1. 嵐の素顔
作詞: 三浦徳子
2. 永遠の防波堤
作詞: 麻生圭子

## 収録アルバム
- 嵐の素顔
  - HARVEST
  - unlimited
  - intimate
  - Super Best
  - She Best of Best
  - ミレニアム・ベスト
  - Shizuka Kudo 20th Anniversary the Best

※オリジナルアルバム未収録
- 永遠の防波堤
  - HARVEST
  - 20th Anniversary B-side collection

## カヴァーした歌手
| アーティスト | 収録作品                                                    | 発売日         | 規格品番   | 備考                             |
| 嵐の素顔     | 嵐の素顔                                                    | 嵐の素顔       | 嵐の素顔   | 嵐の素顔                         |
| ------------ | ----------------------------------------------------------- | -------------- | ---------- | -------------------------------- |
| 北出菜奈     | 『Cutie Bunny 〜菜奈的ロック大作戦 コードネームはC.B.R.〜』 | 2006年7月12日  | SECL-417   |                                  |
| Feam         | 『嵐の素顔/Blue Velvet』                                    | 2014年4月5日   |            |                                  |
| 鈴村健一     | 『Shizuka Kudo Tribute』                                    | 2017年12月20日 | PCCA-04601 | 工藤静香のトリビュート・アルバム |
| ベッド・イン | 『Endless Bubble〜Cover Songs vol.1〜』                     | 2019年4月3日   | PECF-3230  |                                  |